# Lobophora inequaliata
Lobophora inequaliata là một loài bướm đêm trong họ Geometridae.